# Municipio de North Clinton
El municipio de North Clinton (en inglés: North Clinton Township) es un municipio ubicado en el  condado de Sampson en el estado estadounidense de Carolina del Norte. En el año 2010 tenía una población de 11.242 habitantes.

## Geografía
El municipio de North Clinton se encuentra ubicado en las coordenadas 35°0′26.6″N 78°18′54″O / 35.007389, -78.31500.